# Сулейман (султан Брунея)
Сулейман ибн Шариф Али (ум. 1511/1513) — пятый султан Брунея, правивший в 1432—1485 годах.

## Биография
Был сыном султана Шарифа Али и его супруги Путери Ратны Кесумы, дочери султана Ахмада. После смерти отца, в 1432 году взошёл на престол и продолжил его политику по распространению ислама в стране и продолжил строительство города Кота-Бату, начатого его отцом. 
В правление Сулеймана был введён «Юридический кодекс Брунея», который предписывал смертный приговор, невзирая на королевский статус персоны.
Отрёкся от престола в 1485 году в пользу сына Болкиаха, а затем ему был присвоен титул Падука Сери Бегаван Султан.
Скончался в 1511 году или ранее, по некоторым данным ему было более 100 лет.